# 飯嶋宣雄
飯嶋 宣雄（いいじま のぶお）は、日本の地方公務員、技術公務員。東京都水道局長、東京水道サービス社長、日本水道運営管理協会会長などを務めた。瑞宝小綬章受章。

## 人物・経歴
1968年 (昭和43年)、東京大学工学部都市工学科卒業。
東京都庁入庁、水道局。経営計画部計画課長、朝霞浄水管理事務所長、給水部長、浄水部長、多摩水道対策本部長を歴任し、とりわけ浄水に関する造詣の深さが評価された。2001年 (平成13年) 、前任の赤川正和から公営企業管理者水道局長を引き継ぐ。
2005年10月、水道関係功労者として厚生労働大臣表彰受賞。
東京水道サービス社長。
2015年11月、秋の叙勲で瑞宝小綬章を受章。
2020年 (令和2年) 1月、日本水道運営管理協会会長として日本水道協会3支部に台風19号災害に対する支援金を贈った。

## その他役職
- 水道ビジョン検討会委員[6]
- 国土審議会水資源開発分科会調査企画部会 特別委員[7]
- 東京都市開発相談役[8]